# Neritaemorphi
Neritaemorphi Koken, 1897 era un taxon considerato come superordine dei molluschi gasteropodi nella classificazione originaria di questa classe di Ponder & Lindberg (1997).. Nella classificazione più recente dei gasteropodi di Bouchet & Rocroi rivista nel 2017, il taxon è considerato non più valido.